# 22-я пехотная дивизия (вермахт)
22-я пехотная дивизия, с 29 июля 1942 года 22-я посадочно-десантная дивизия (нем. 22. Luftlande-Division) — соединение вермахта. Количество кавалеров Рыцарского креста в дивизии к концу войны составило 19 человек. Кроме того, двое — командир дивизии Людвиг Вольф и подполковник Оскар фон Боддин — были удостоены дубовых листьев к Рыцарскому кресту.

## Формирование и боевой путь
22-я пехотная дивизия была создана 15 октября 1935 года в Бремене. Формированием занимался тогдашний военный комендант Бремена — Вильгельм Кейтель.

### 1939 год
С началом Второй мировой войны подразделения дивизии сконцентрировались на охране Западного вала, на французской границе, в районе Айфеля и Саарпфальца, готовясь отразить ожидаемое наступление союзников. Согласно записям в дневнике начальника Генерального штаба сухопутных войск 1939—1942 гг. Франца Гальдера от 15 августа 1939 года (вторник), «два полка 22-й пехотной дивизии перебрасываются в Ахен. Произвести подготовку. (Решение последует 17-го или 18-го.)». В то же время, третий, 16-й пехотный полк из состава дивизии принимал участие в одном из важнейших сражений Польской кампании — в районе Бзуры.
После завершения операции «Вайс», в конце октября 1939 года, дивизия была переведена на переподготовку в Зеннелагер (нем. Sennelager), где обучалась как десантное формирование для высадки с планеров и приземлившихся самолётов, единственное в своём роде в германской армии. Предназначение дивизии было: после высадки с самолётов и планеров вести боевые действия. Десантирование предполагалось сразу же после того как немецкие парашютисты оцепляли лётное поле или площадку пригодную для посадки самолётов и планеров.

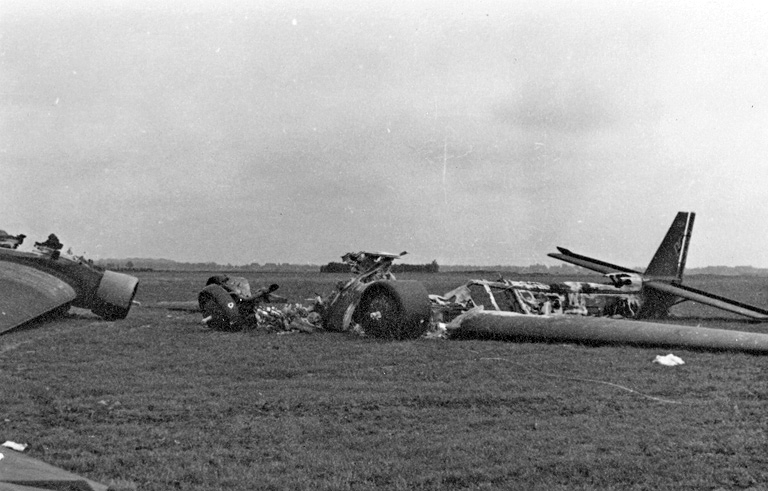
Обломки Ju 52 на лётном поле Валкенбурга

### 1940 год
В Голландской операции 1940 года дивизия использовалась по своему прямому назначению, вылетев в составе головного отряда на задание ранним утром 10 мая, следом за 7-й авиадесантной дивизией. 47-й и 65-й пехотные полки на военно-транспортных самолётах Junkers Ju 52 проследовали в три посадочных зоны к северу от Роттердама в район Гааги. 16-й пехотный полк забрасывался в район Роттердама. Попытки десантировать 65-й и 47-й полки предпринимались в окрестностях населённых пунктов Валкенбург, Окенбург и Ипенбург, и протекали с разной степенью успешности. В каждой точке высадки комбинация различных факторов (плохие условия для посадки, плохая координация действий, сопротивление голландской армии) повлекла за собой очень высокие потери. Всё это не позволило осуществить поставленные задачи в первый день, обеспечить защиту посадочных площадок и охрану аэродромов, захватить верховное голландское командование и королевскую семью, которая смогла бежать в Англию.
На юге страны 16-й пехотный полк имел гораздо больше времени и возможностей для приземления, высадки и оцепления лётного поля в Ваалхавене, хотя голландское сопротивление порой делало область посадки опасной. После десантирования основные силы полка были направлены на север, для захвата Роттердама. Для осуществления этого плана было необходимо захватить мосты через реку Маас в центре города. Эти четыре моста соединяли между собой северную и южную части города и остров Нордерейланд (нидерл. Noordereiland). Для их захвата 120 человек из состава 22-го инженерного батальона и 11-й роты 16-го пехотного полка, объединённые в боевую группу «Шрадер», вылетели в район мостов на гидросамолётах Heinkel He 59. Их неожиданная атака позволила выполнить задачу без потерь среди личного состава. Овладев мостами, боевая группа связалась с парашютистами из 7-й авиационной дивизии, запросив поддержки. Голландские контратаки начались только после этого. 120 человек боевой группы и 50 парашютистов, зажатые на узком периметре, удерживали мосты до тех пор, пока высадившиеся в аэродроме Ваалхавена подкрепления не связались с ними. В то же время попытки голландских войск отбить мосты с применением воздушных и надводных средств продолжались. Канонерская лодка Z-5 и торпедный катер TM-51 прямой наводкой обстреливали 

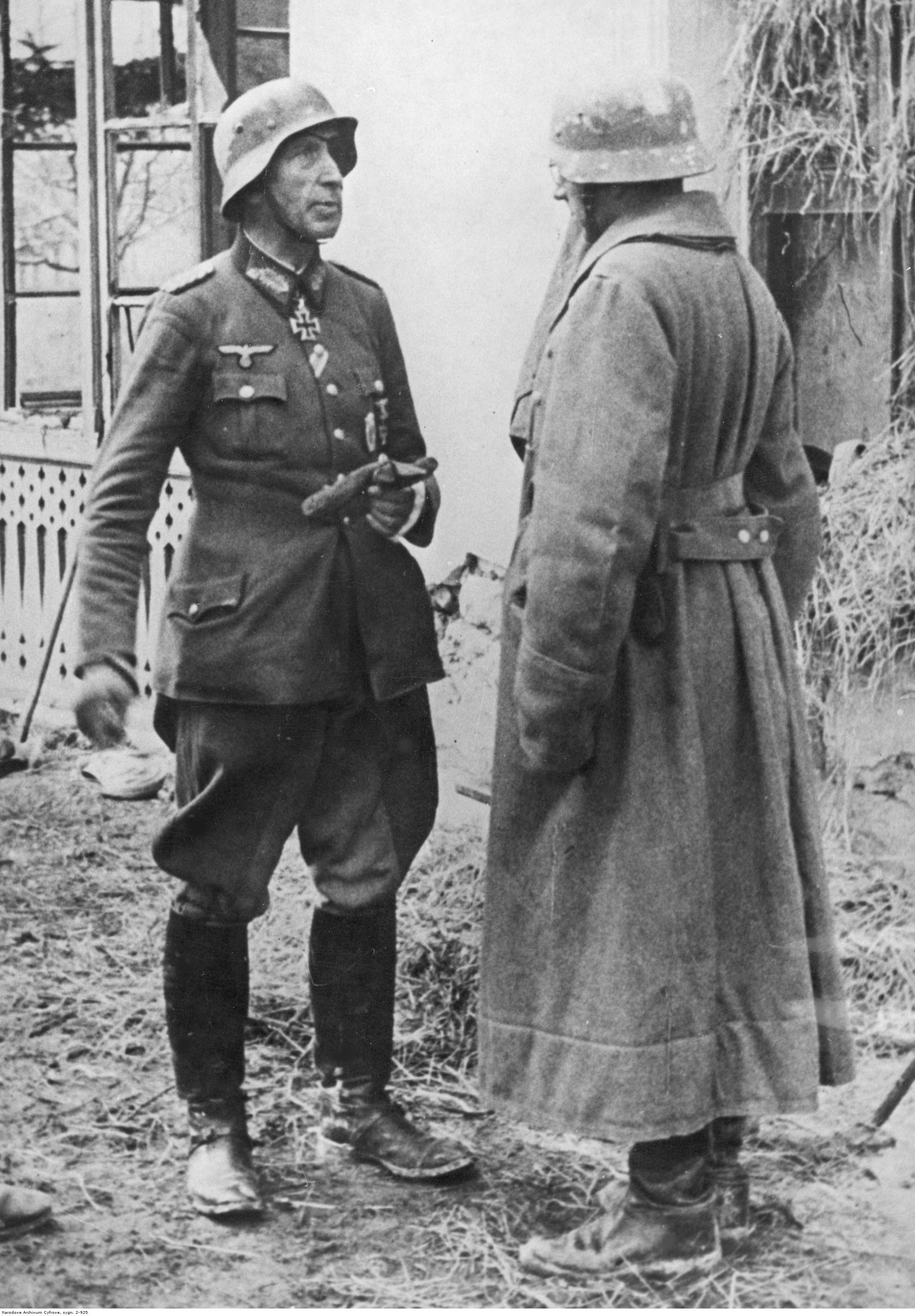
Генерал Вольф на фронте под Севастополем, февраль 1942

немецкие позиции из 75 и 20-миллиметровых орудий вплоть до появления немецких самолётов. К концу дня стало ясно, что с ходу город взять не удастся и линия фронта на этом участке закрепилась вплоть до капитуляции Нидерландов 14 мая. Атака на Гаагу 10 мая была также отбита и разрозненные немецкие части были отведены на юг. Уличные бои в Роттердаме длились ещё трое суток.

### 1941—1942 годы

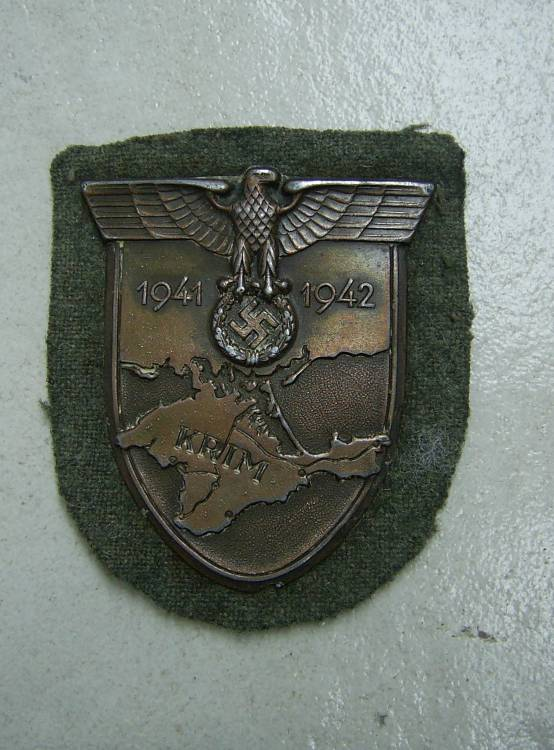
Особый знак — «Крымский щит», выдававшийся военнослужащим 11-й армии за взятие Крыма

Перед вторжением в СССР дивизия была включена в состав Группы армий «Юг», принимала участие в боевых действиях в Крыму и осаде Севастополя.
31 декабря 1941 года. «Опять тяжёлый день! Наступление 22-й пехотной дивизии у Севастополя успеха не имело. В связи с этим необходимо приостановить наступление, чтобы высвободить силы для переброски в Феодосию, где противник усиливает свою группировку и расширяет фронт».
Согласно приказу Общего управления сухопутных сил (Allgemeines Heeresamt — AHA) от 29 июля 1942 года дивизия преобразована для применения в воздушно-десантных операциях, после чего её наименование получило дополнительное обозначение в скобках — воздушно-десантная, моторизованная, пригодная для использования в тропиках (нем. L.L.mot.trop.). В дальнейшем, 1 октября 1942 года запланированное использование дивизии в качестве воздушно-десантной было отменено и она после реорганизации была переброшена на остров Крит.

### 1944—1945 годы
В сентябре 1944 года немецкие войска оставили Крит, после чего дивизия с боями отступала через югославскую Македонию и Сербию. C целью обеспечения правого фланга маршрута вывода войск группы армий «Е» из Греции в югославскую Македонию и далее через Юго-Западную Сербию, Северную Черногорию и Юго-Восточную Боснию в Хорватию, 22-я пехотная дивизия вместе с 11-й авиаполевой дивизией заняли до конца сентября югославско-болгарскую границу и важные узловые позици на македонских линиях коммуникаций. С 8 октября, с момента начала наступления югославских и болгарских войск, 22-я и 11-я дивизии обороняли струмицкое, брегалницкое и криворецкое направления. С начала ноября и до 11 ноября 22-я дивизия обороняла Куманово, организованно отступив из города в ночь с 10 на 11 ноября под прикрытием аръергардов. По оценке историков Белградского военно-исторического института, активные действия 22-й и 11-й дивизий успешно обеспечили правый фланг группы армий «Е», отступавшей
Вардарской долиной. С 16 ноября обороняла отход немецких войск из Южного Косово в секторе между Приштиной и городом Косовска-Митровица.
В декабре 1944 года деблокировала окружённый юго-восточнее города Приеполе немецкий 21-й горный корпус. В январе 1945 года дивизия предприняла наступательные действия вдоль Дрины против войск НОАЮ с целью соединения с южным флангом Сремского фронта. Была окружена под Зворником, но пробилась с большими потерями из кольца. В конце февраля обеспечивала южный фланг 34-го армейского корпуса на реке Саве. В марте 1945 года была переименована в 22-ю народную пехотную дивизию (22. Volksgrenadier-Division). 11 мая 1945 года большая часть дивизии сдалась НОАЮ, часть её аръергардных подразделений сдалась английским войскам под Клагенфуртом.

## Организация
| 22-я пехотная дивизия (1939) - 16-й пехотный полк (Infanterie-Regiment 16) - 47-й пехотный полк (Infanterie-Regiment 47) - 65-й пехотный полк (Infanterie-Regiment 65) - 22-й артиллерийский полк (Artillerie-Regiment 22) - 1-й дивизион 58-го артиллерийского полка - 22-й дивизион ПТО (Panzerabwehr-Abteilung 22) - 22-й батальон АИР (Beobachtungs-Abteilung 22) - 22-й разведывательный батальон (Aufklärungs-Abteilung 22) - 22-й батальон связи (Nachrichten-Abteilung 22) - 22-й сапёрный батальон (Pionier-Bataillon 22) - 22-й запасной батальон (Feldersatz-Bataillon 22) - войска подчинявшиеся командиру снабжения 22-й пехотной дивизии (Infanterie-Divisions-Nachschubführer 22) (1942 г.) - 16-й пехотный полк - 47-й пехотный полк - 65-й пехотный полк - 22-й артиллерийский полк - 22-й разведывательный батальон - 22-й сапёрный батальон - 22-й дивизион ПВО - 22-й противотанковый артиллерийский дивизион - 22-й батальон связи - войска подчинявшиеся командиру снабжения 22-й пехотной дивизии | 22-я народная пехотная дивизия - 16-й пехотный полк (Grenadier-Regiment 16) - 47-й пехотный полк (Grenadier-Regiment 47) - 65-й пехотный полк (Grenadier-Regiment 65) - 22-й артиллерийский полк - 22-й дивизион ПВО - 22-й противотанковый дивизион (Panzerjäger-Abteilung 22) - 122-й разведывательный батальон - 22-й сапёрный батальон (Pionier-Bataillon 22) - 22-й батальон связи - части снабжения 22-й-й народной пехотной дивизии |

## Командиры
- генерал-лейтенант Адольф Штраус (15 октября 1935 — 10 ноября 1938)
- генерал-лейтенант Ганс фон Шпонек (10 ноября 1938 — 10 октября 1941)
- генерал-майор Людвиг Вольф (10 октября 1941 — 1 августа 1942)
- генерал-лейтенант Фридрих-Вильгельм Мюллер (1 августа 1942 — 15 февраля 1944)
- генерал-майор Генрих Крайпе (15 февраля 1944 — 26 апреля 1944)
- генерал-лейтенант Хельмут Фрибе (1 мая 1944 — 15 апреля 1945)
- генерал-лейтенант Герхард Кюне (15 апреля 1945 — 8 мая 1945)

## Награждённые Рыцарским крестом Железного креста

### Рыцарский Крест Железного креста (19)
- Ганс граф фон Шпонек, 14.05.1940 — генерал-лейтенант, командир 22-й пехотной дивизии
- Густав Альферманн, 26.05.1940 — капитан резерва, командир 10-й роты 47-го пехотного полка
- Вернер Вишхузен, 26.05.1940 — оберфельдарцт (оберстлейтенант медицинской службы), дивизионный врач 22-й пехотной дивизии и командир 22-го санитарного батальона
- Курт Хейзер, 26.05.1940 — полковник, командир 47-го пехотного полка
- Вернер Эриг, 26.05.1940 — оберстлейтенант Генерального штаба, начальник оперативного отдела штаба 22-й пехотной дивизии
- Аугуст Граутинг, 29.05.1940 — фельдфебель, командир взвода 16-го пехотного полка
- Ганс Крейзинг, 29.05.1940 — полковник, командир 16-го пехотного полка
- Дитрих фон Хольтиц, 29.05.1940 — оберстлейтенант, командир 3-го батальона 16-го пехотного полка
- Герман-Альберт Шрадер, 29.05.1940 — обер-лейтенант, командир 11-й роты 16-го пехотного полка
- Хелльмут Шрайбер-Фолькенинг, 29.05.1940 — обер-лейтенант, командир 9-й роты 16-го пехотного полка
- Рудольф Цюрн, 16.06.1940 — майор, командир 2-го батальона 65-го пехотного полка
- Йоханнес де Бёр, 19.06.1940 — оберстлейтенант, командир 22-го артиллерийского полка
- Ганс Лингнер, 24.06.1940 — обер-лейтенант, командир 7-й роты 65-го пехотного полка
- Оскар фон Боддин, 02.10.1941 — оберстлейтенант, командир 22-го разведывательного батальона
- Дидрих Брунс, 09.08.1942 — майор резерва, командир 2-го батальона 16-го пехотного полка
- Рудольф Бузе, 17.08.1942 — оберстлейтенант, командир 47-го пехотного полка
- Ганс-Юрген Шрайбер, 03.01.1943 — обер-лейтенант, командир 4-й роты 22-го разведывательного батальона
- Сильвестр фон Зальдерн-Браллентин, 21.11.1943 — майор, командир 2-го батальона 65-го пехотного полка
- Аугуст Хольц, 18.12.1944 — фельдфебель, командир взвода 7-й роты 16-го пехотного полка

### Рыцарский Крест Железного креста с Дубовыми листьями (2)
- Оскар фон Боддин (№ 58), 08.01.1942 — оберстлейтенант, командир 22-го разведывательного батальона
- Людвиг Вольф (№ 100), 22.06.1942 — генерал-майор, командир 22-й пехотной дивизии